# Wilmer Cabrera
Wilmer Cabrera Linares (Barranquilla, 15 settembre 1967) è un allenatore di calcio ed ex calciatore colombiano, di ruolo difensore, tecnico dell'El Paso Locomotive.

## Palmarès

### Giocatore

#### Competizioni nazionali
- Copa Colombia: 1

Santa Fe: 1989
- Campionato colombiano: 3

América de Cali: 1990, 1992, 1997

### Allenatore

#### Competizioni nazionali
- U.S. Open Cup: 1

Houston Dynamo: 2018
- Canadian Championship: 1

Montreal Impact: 2019